# Schlacht am Rosebud Creek

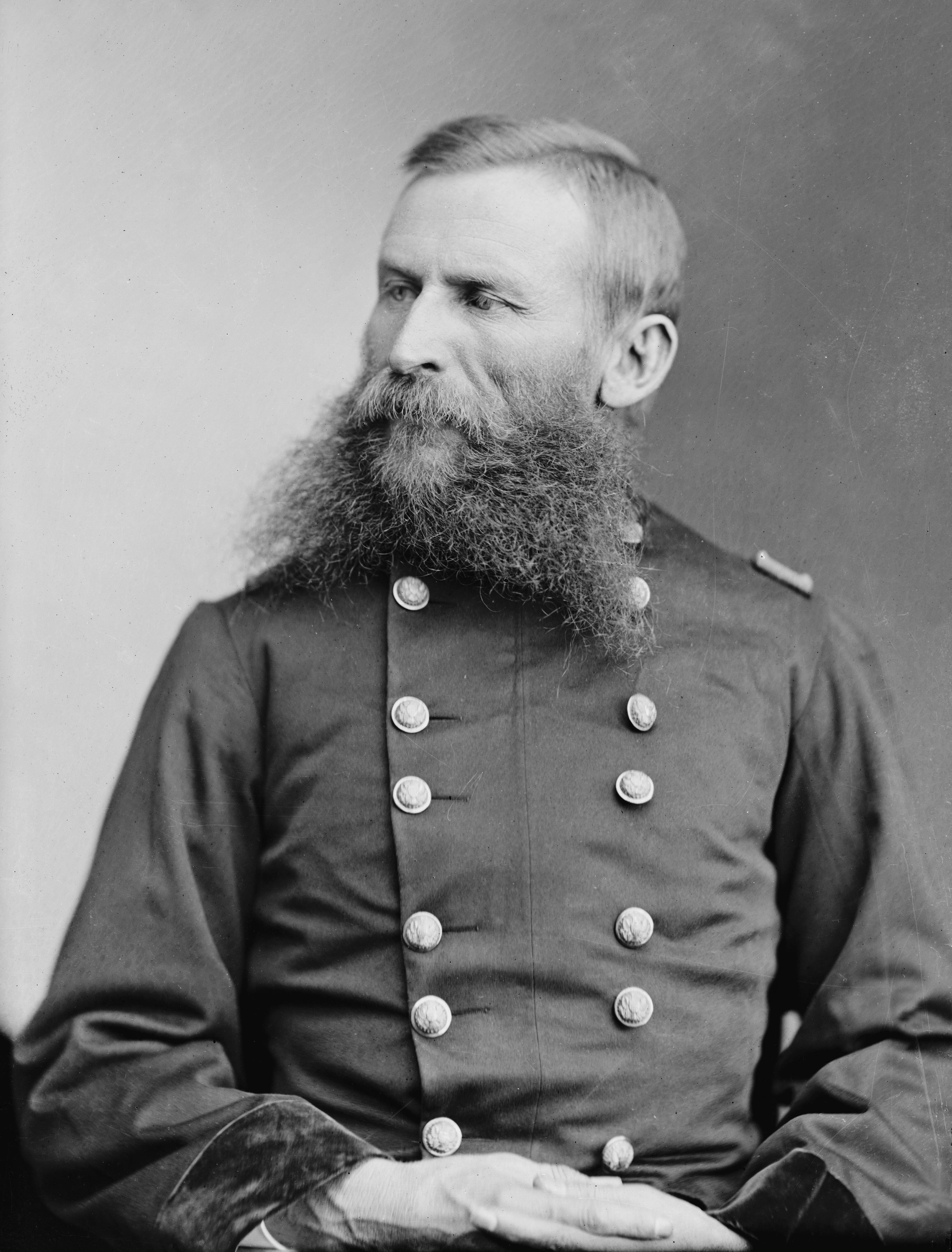
General George Crook

Die Schlacht am Rosebud Creek im Süden von Montana war die erste kriegerische Auseinandersetzung zwischen den noch frei lebenden Indianerstämmen der Lakota, Cheyenne und Arapaho und der U.S. Army am 17. Juni 1876 im von der Armee ausgehenden Krieg. In einem groß angelegten Feldzug der US-Truppen plante man die Indianer durch drei Angriffsverbände entweder zur Kapitulation zwingen oder in einer entscheidenden Schlacht vernichtend zu schlagen. General John Gibbon startete den Feldzug von Nordwesten von Fort Shaw über Helena aus kommend, von Osten stieß General Alfred Terry von Fort Abraham Lincoln vor, und General George Crook näherte sich von Süden aus Fort Laramie.
Die U.S. Army vermutete die Indianer im Gebiet zwischen Bighorn River, Yellowstone River und Powder River, agierte allerdings ohne direkte Kontakte zwischen den einzelnen Verbänden. Lediglich Gibbon und Custer, der unter dem Kommando von General Terry stand, trafen sich am 21. Juni auf dem Yellowstone River im Norden. Vier Tage zuvor hatten dagegen die Truppen von Crook bereits Feindberührung am Rosebud Creek erfahren.
Die über 1000 Mann starke Abteilung Crooks, bestehend aus Kavalleristen, Infanteristen und zahlreichen Shoshone- und Crowscouts, Feinde der Sioux, wurden während einer Marschpause von den freien Indianern unter der Führung von Crazy Horse überrascht. Der Kampf dauerte lange und war erbittert. Die Indianer nutzten erfolgreich das unebene Gelände, um Crook am wirkungsvollen Einsatz seiner Kavallerie zu hindern. Als eine von Crook in Richtung eines nahe gelegenen Canyons ausgesandte Abteilung die freien Indianer aus Richtung Osten angriff, zogen diese sich zurück und überließen Crook das Schlachtfeld. Seine Truppen waren allerdings dermaßen geschwächt worden, dass er sich nach Süden zurückzog, um neue Reserven zu holen. Da die Sioux, Cheyenne und Arapaho jedoch das Schlachtfeld verlassen hatten, nahm Crook den Sieg für sich in Anspruch. Der strategische Erfolg lag allerdings auf Seiten der freien Indianer, denn Crook war am weiteren Vordringen nach Norden und der geplanten Zusammenarbeit mit den dort operierenden amerikanischen Truppen gehindert worden.
Acht Tage später, am 25. Juni, erlitt die U.S. Army in der Schlacht am Little Bighorn eine noch verheerendere Niederlage, als Oberstleutnant George Armstrong Custer mit seinem 7. Kavallerie-Regiment von den Indianern unter Führung der Häuptlinge Crazy Horse, Gall und Sitting Bull nahezu aufgerieben und Custer selbst getötet wurde.
Am Ort der Schlacht befindet sich der Rosebud Battlefield State Park. Er gehört zu den National Historic Landmarks der USA.